# Psephea
Psephea là một chi bướm đêm thuộc họ Erebidae. Hiện tại nó được coi là đồng nghĩa của Asota.